# 中央空中交通管理委员会办公室
中央空中交通管理委员会办公室（简称中央空管委办公室）为中央空中交通管理委员会的正部级单设办事机构。
国家空中交通管理委员会办公室（简称国家空管委办公室），是国家空中交通管理委员会的办事机构。

## 沿革

### 空域军管时期
中华人民共和国建国之后的三十年内，其空域管制完全由中国人民解放军空军领导。1969年11月20日，中国民用航空总局划转为解放军空军的一部分，执行军队制度；各省民航局以民航系统领导为主，同时接受大军区空军的领导；民航系统实行义务工役制，着工作服和制服，不着军装。1977年4月21日修订颁发的《中华人民共和国飞行基本规则》规定，“（1）中国人民解放军空军统一领导全国的飞行管制；各地空军部队统一领导各飞行管制区、分区和机场的飞行管制。（2）我国境内的一切飞行指挥，在统一管制下由各航空部门分别组织实施。（3）我国的空域归军队管理，航路由空军划设。”
1980年3月，民航总局脱离军队建制（除航行管制权仍由总参作战部航行局和空军司令部航行局统一领导），中国民航局恢复为国务院直属机构，实行企业化管理；既是政府行政部门，又以“中国民航”的名义直接经营航空运输。

### 国家空管局时期
1986年1月30日，中华人民共和国国务院、中华人民共和国中央军事委员会印发《关于改革我国空中交通管制体制、逐步实现空中交通管制现代化的通知》，决定成立国务院、中央军事委员会空中交通管制委员会（简称国家空管委）。同日，中华人民共和国国务院决定组建国家空中交通管制局，作为国务院直属机构和国家空管委的办事机构。国家空管局下设办公室、计划财务司、交通管制司、航空电信司、人事司。局机关行政编制暂定70人。

### 国家空管办时期
1988年4月，国家空中交通管制局撤销，组建国务院、中央军委空中交通管制委员会办公室（简称国家空管委办公室），作为国家空管委的办事机构，设在中国人民解放军总参谋部作战部，办公室主任由总参谋部作战部部长兼任，副主任由总参谋部作战部空管局局长或总参谋部作战部副部长兼任。
1992年邓小平南巡讲话以后，由于深化空管体制改革一直备受关注以及一些军民协同原因影响安全问题凸显，使空中交通管制改革再次提上议程。1993年9月8日，国务院、中央军委批转王书明考察团上报的改革方案，确定空管体制改革“三步走”方案。第一步，将北京—广州—深圳航路交由民航管制指挥作为试点；第二步，分期分批将全国航路和部分飞行繁忙的航线升格为航路后交由民航管制指挥，航路外由军航负责管制指挥，实现“一个空域内一家管制”的体制；第三步，建成国家统一管制的雏形，实现改革既定目标。以上方案的前两步，于2000年6月基本完成。
2016年深化国防和军队改革后，国家空管委办公室主任改由中央军委联合参谋部作战局局长兼任，副主任由中央军委联合参谋部作战局副局长兼任。

### 单设空管办时期
2020年10月，国家空管委重组为中央空中交通管理委员会（简称中央空管委）。2021年3月，新的中央空中交通管理委员会正式亮相，中央空管委单设管理机构——即中央空中交通管理委员会办公室（简称中央空管委办公室）。
2021年下半年，经中央空中交通管理委员会办公室批复，湖南、江西和安徽成为首批全域低空飞行试点省份，将在3000米以下低空空域进行航空器监视通信覆盖、低空空域监管、低空空域运行管理等试点工作，为全国低空开放提供理论依据。
2023年3月，全国空中交通管理标准化技术委员会公布拟定委员名单，全国空管标准化委主要负责空中交通管理领域标准化工作，包含基础通用、国家空域管理、空中交通流量管理、空中交通服务、航空电信（通信、导航、监视、飞行校验）、航空气象、人员管理、数据及自动化等领域国家标准制修订工作，由国家空中交通管理委员会办公室负责日常管理和业务指导。

## 机构设置
根据有关规定，国家空中交通管理委员会办公室设置下列机构：

### 内设机构
- 统筹规划局[3]
- 运行指控局[3]
- 协调督查局[3]

……

## 历任领导

### 国家空管局时期
国家空中交通管制局局长
- 郭允中（1986年7月—1988年4月）

### 国家空管办时期
| 国务院中央军委空中交通管制委员会办公室主任 - 隗福临 少将（1988年—1992年11月，总参谋部作战部部长） - 符传荣 少将（1992年11月—2000年12月，总参谋部作战部部长） - 吕登明 少将（2000年12月—2003年1月，总参谋部作战部部长） - 章沁生 少将（2003年1月—2005年5月，总参谋部作战部部长） - 戚建国 少将（2005年7月—2008年12月，总参谋部作战部部长） - 白建军 少将（2009年5月—2013年7月，总参谋部作战部部长） - 饶开勋 少将（2013年10月—2016年，总参谋部作战部部长） - 张践 少将（2017年3月—9月，中央军委联合参谋部作战局局长） - 贾建成 少将（2018年3月—2020年，中央军委联合参谋部作战局局长） | 国务院中央军委空中交通管制委员会办公室副主任 …… - 张耀宽 少将（？—2006年，总参谋部作战部空管局局长） - 马健 空军少将（2004年—2009年，总参谋部作战部副部长） - 孟国平 空军少将（2006年—2008年12月，总参谋部作战部空管局局长；2008年12月—2014年，总参谋部作战部副部长） - 孙宏伟 空军少将（2008年12月—2014年，总参谋部作战部空管局局长） - 刘子荣 空军大校（2014年—2015年，总参谋部作战部空管局局长） - 蔡军 少将（2015年—2016年1月，总参谋部作战部空管局局长；2016年1月—，中央军委联合参谋部作战局副局长） |

### 中央空管办时期
| 中央空中交通管理委员会办公室主任 - 蔡剑江（2020年－） | 中央空中交通管理委员会办公室常务副主任 - 邹鹏（？年－） |